# Chilly-le-Vignoble
Chilly-le-Vignoble é uma comuna francesa na região administrativa de Borgonha-Franco-Condado, no departamento de Jura. Estende-se por uma área de 3,07 km². Em 2010 a comuna tinha 672 habitantes (densidade: 218,9 hab./km²).